# Batalla de Faughart

La batalla de Faughart, también conocida como batalla de Dundalk, tuvo lugar el 14 de octubre de 1318 entre un ejército angloirlandés encabezado por John de Bermingham y Edmund Butler, y un ejército escocés comandado por Edward Bruce, hermano de Robert Bruce y sus aliados irlandeses de Tyrone. La derrota y muerte de Edward Bruce en la batalla puso punto final a la invasión de Irlanda comenzada tres años antes con el fin de distraer esfuerzos de la Primera guerra de independencia escocesa en Escocia, abriendo un segundo frente de lucha y terminó también con el sueño de reconstruir un reino irlandés unido.

## Un pueblo gaélico unido
Aunque la victoria de Robert Bruce sobre Eduardo II de Inglaterra en Bannockburn consolidó la independencia de Escocia, el final de la guerra parecía aún muy lejano. Incluso las repetidas expediciones escocesas por los condados norteños de Inglaterra tuvieron escaso efecto a la hora de disuadir a Eduardo II de continuar con la guerra. Se necesitaba un hecho más decisivo para poner fin al punto muerto al que se había llegado, y este llegó en 1315, con una invitación del rey de Tyrone a la que era muy difícil renunciar.
Desde la época de Enrique II de Inglaterra, los reyes de Inglaterra habían ostentado el título de Señores de Irlanda. Colonos ingleses se habían establecido en Irlanda, principalmente a lo largo de la costa este, en torno a la ciudad de Dublín, en lo que se conocía como la Empalizada. Pero en el resto del país, los jefes gaélicos habían sido capaces de mantener un alto grado de autonomía, especialmente en Úlster y Connacht, zonas alejadas y de difícil acceso donde el poder inglés era meramente nominal.
Al estallar la Primera Guerra de Escocia, los nobles angloirlandeses se habían visto presionados por Eduardo II, que demandaba ayuda militar y suministros de sus súbditos irlandeses, llevando el país al borde de la bancarrota. Robert Bruce, que siempre había estado en contacto con los jefes gaélicos del Úlster, con los que estaba emparentado, decidió intentar sacar partido del descontento irlandés. Para ello, envió delegados a las cortes y al clero irlandés, con mensajes en los que invocaba el glorioso pasado común de las dos naciones y ofrecía su colaboración. Dohmnall mac Brian O'Neill, rey de Tyrone, en el Úlster aceptó el ofrecimiento de Robert y solicitó su ayuda, ofreciendo a cambio la corona suprema de Irlanda a Edward Bruce, hermano del rey.
Aunque podría pensarse que el acuerdo no ofrecía garantías para Escocia (posiblemente los enemigos de O'Neill apoyaran a los angloirlandeses), Robert Bruce dio el visto bueno a la operación. El 26 de mayo de 1315, Edward Bruce desembarcó en Larne, cerca de Carrickfergus, dispuesto a resucitar un espíritu gaélico internacional.

## Rey Supremo
Bruce contó con la adhesión inmediata de numerosos jefes locales y alcanzó una serie de tempranos éxitos frente a la aristocracia angloirlandesa. Tras la victoria inicial en Moiry Pass en Armagh, saqueó Dundalk el 29 de junio. Aprovechando las rivalidades internas de los nobles angloirlandeses, derrotó por separado a sus dos principales representantes. El 10 de septiembre consiguió vencer a Richard Og de Burgh, II conde del Úlster en la batalla de Connor, condado de Antrim y el 26 de enero de 1316 a Edmund Butler en Skerries, cerca de Kildare. El 2 de mayo de 1316 fue coronado Rey Supremo de Irlanda en la colina de Maledon, cerca de Dundalk.
En la primavera de 1316 parecía que la arriesgada apuesta de Robert Bruce iba a convertirse en un éxito estratégico de primera magnitud. Sin embargo, un súbito empeoramiento del tiempo en 1316 y 1317, que afectó a toda Europa y que se asemejó a una mini-edad del hielo iba a echar por tierra los logros de los escoceses y sus aliados.
Las malas cosechas empezaron a extender la hambruna entre el campesinado y los ejércitos combatientes. Las campañas militares de Edward Bruce empezaron a parecerse más a campañas de saqueo que a operaciones militares, lo que comenzó a debilitar la cohesión del ideal de unidad celta proclamado al comienzo de la campaña. Para la mayoría de los irlandeses, los escoceses que habían venido a liberarles eran poco mejores que los colonos ingleses, a los que, al menos, ya estaban acostumbrados. Un texto de Connacht se refiere a los "extranjeros escoceses, menos nobles que nuestros propios extranjeros".
El poder y la influencia de Bruce se vieron progresivamente reducidos hasta quedar confinados a ciertas zonas del norte, y eso, sufriendo graves problemas de aprovisionamiento. La conquista de Irlanda tendría que esperar hasta que mejoraran las circunstancias.

## Faughart
En 1318, tras haber pasado una mini-edad de hielo de dos años, la climatología, y con él las cosechas, comenzaron a mejorar, lo que motivó que, tanto los escoceses de Bruce, como los ingleses se decidieran a reanudar sus operaciones militares.
Tenemos pocos datos acerca de los preludios de la batalla de Faughart. Según John Barbour, cronista escocés, Edward Bruce fue el arquitecto de su propia derrota, enfrentándose a una fuerza enemiga que multiplicaba por 10 sus efectivos sin esperar refuerzos de Escocia; estos datos se hallan respaldador por una entrada de los Anales de Clonmacnoise que nos dice que "ansioso por obtener la victoria por sí mismo, no esperó por su hermano". Bruce posicionó sus tropas en una elevación del terreno en Faughart, no lejos de Dundalk, el 14 de octubre. Cuando sus aliados irlandeses dudaron de la conveniencia de enfrentarse a un enemigo mayor en batalla campal, Bruce los situó en la retaguardia, colocando a 2.000 soldados escoceses en la primera línea.
En contraste con Barbour, la Crónica de Lanercost, la principal fuente inglesa del conflicto, cuenta que Bruce se acercó a Dundalk "con un gran ejército escocés que había llegado a Irlanda". Podría parecer que los comandantes ingleses -John de Bermingham, I conde de Louth, Edmund Butler y Roland Joyce, arzobispo de Armagh- iban a ser atacados por los escoceses, aunque de un modo un tanto anárquico. Lanercost describe la batalla con estas palabras:
Los escoceses se situaron en tres columnas a tal distancia una de otra que la primera fue derrotada antes de que la segunda llegara, y entonces la segunda antes que la tercera, con la que marchaba Edward. Así, la tercera columna fue derrotada lo mismo que las dos precedentes. Edward caýó al mismo tiempo, y fue decapitado tras su muerte; su cuerpo dividido en cuatro trozos, cada uno de los cuales fue enviado a los cuatro principales cuartos de Irlanda 
No tenemos cifras precisas de muertos, aunque en el combate fallecieron Alexander MacDonald, descrito en los anales como 'Rey de Argyll' y Alexander MacRuari, 'Rey de las Islas'. Esto sugiere que la mayoría de las fuerzas escocesas provenía de las Hébridas Exteriores y de los territorios del propio Bruce en su condado de Carrick, en Ayrshire. Tras la derrota, se produjo el colapso total de las fuerzas escocesas en Irlanda: el 2 de diciembre, el ejército angloirlandés consiguió recuperar el castillo de Carrickfergus. El mérito en la victoria fue atribuido a John de Bermingham, que fue nombrado conde de Louth por el agradecido rey Eduardo. Faughart no iba a ser el final de las actuaciones escocesas en Irlanda, pero ya no iba a haber más reyes supremos.
En Irlanda, muy pocos, si es que hubo alguno, lamentaron la muerte de Bruce, cuyo gobierno había resultado finalmente peor que el de los ingleses. En su obituario en los Anales de Louch Ce se dice de Edward Bruce que :
fue la ruina para los gaélicos y los extranjeros de Irlanda ... nunca un hecho fue mejor para los irlandeses que esto ... Porque en el tiempo de Bruce, durante tres años y medio, la mentira y la hambruna y el asesinato cubrieron el país, y sin duda los hombres se comieron unos a otros en Irlanda. 

### Primarias
- Anales de Clonmacnoise, ed. D. Murphy, 1896.
- Anales de Loch Ce, ed. W. M. Hennessy, 1871.
- Barbour, John, The Bruce, ed. A. A. M. Duncan, 1964.
- The Lanercost Chronicle. ed. H. Maxwell, 1913.

### Secundarias
- McNamee, C., The Wars of the Bruces.  Scotland, England Ireland, 1306-1328, 1997.
- Sayles, G. O. The Battle of Faughart, en Robert Bruce's Irish Wars, ed. S. Duffy, 2002.